# Partula mooreana
Espèce
Statut de conservation UICN

 EW  : Éteint à l'état sauvage
Partula mooreana est une espèce d'escargots terrestres de la famille des Partulidae. Endémique à l'île de Moorea, dans les îles de la Société, en Polynésie française, cette espèce est disparue à l'état sauvage, à la suite de l'introduction de l'escargot carnivore Euglandina rosea en 1977.

## Description
L'holotype de Partula mooreana a une longueur de 18 mm et un diamètre de 9 mm. Tous les 1 500 spécimens étudiés présentaient une coquille sénestre et dentée.

## Étymologie
Son nom spécifique, mooreana, fait référence à l'île de Moorea où cette espèce a été découverte.

## Publication originale
- (en) W. D. Hartman, « Description of a Partula supposed to be new, from the Island of Moorea », Proceedings of the Academy of Natural Sciences of Philadelphia, Philadelphie, Académie des sciences naturelles de Philadelphie, vol. 32,‎ 1880, p. 229 (ISSN 0097-3157 et 1938-5293, OCLC 1382862, JSTOR 4060623, lire en ligne).